# 14-es busz (Szolnok)
A szolnoki 14-es jelzésű autóbusz a Vasútállomás és a RepTár között közlekedik, igényvezérelt menetrend szerint. A járatot Szolnok Megyei Jogú Város Önkormányzata megrendelésére a Volánbusz üzemelteti.

## Története
2016. szeptember 2-án indította el a KMKK Középkelet-magyarországi Közlekedési Központ 14-es jelzésű autóbuszvonalat, a RepTár Szolnoki Repülőmúzeum látogatói számára. 2020-tól a Volánbusz üzemelteti.

## Útvonala
| RepTár felé | Vasútállomás felé |
| --- | --- |
| Vasútállomás vá. – Jubileum tér – Baross utca – Nagy Imre körút – József Attila út – Indóház utca – RepTár vá. | RepTár vá. – Indóház utca – Mártírok útja – Indóház utca – József Attila út – Nagy Imre körút – Baross utca – Vasútállomás vá. |

## Megállóhelyei
| 0 | Vasútállomás végállomás     | 14 | 2Y, 6, 6Y, 7, 8, 8Y, 13, 13Y, 15, 15Y, 16, 17, 24, 24A, 27, 28, 33, 38 Helyközi buszok S50 G50 Z50 S60 G60 Z60 S220 S820 IC, EC, EN, sebesvonat, gyorsvonat, expresszvonat |
| 1 | Jubileum tér                | 12 | 2Y, 3, 10, 11, 12, 13, 13Y, 16, 21, 32, 33, 34, 34A, 34E, 34Y, 38 Helyközi buszok                                                                                          |
| 2 | Bajcsy-Zsilinszky út        | 11 | 2, 2Y, 9, 10, 11, 13, 13Y, 16, 21, 32, 33, 34, 34A, 38 Helyközi buszok |
| 4 | Bán utca                    | 9  | 2, 2Y, 3, 9, 10, 11, 13, 13Y, 16, 20, 21, 23, 32, 34, 34A, 34Y, 38 |
| 6 | RepTár vonalközi végállomás | 6  | 1Y |